# Kanton Saumur-Nord
Saumur-Nord is een voormalig kanton van het Franse departement Maine-et-Loire. Het kanton maakte deel uit van het arrondissement Saumur. Op 22 maart 2015 werd het kanton opgeheven. De gemeenten Les Rosiers-sur-Loire, Saint-Clément-des-Levées en Saint-Martin-de-la-Place werden overgeheld naar het kanton Longué-Jumelles. De stad Saumur ging samen met het de overige gemeenten van het kanton Saumur-Sud, dat eveneens werd opgeheven, op in een nieuw kanton Saumur

## Gemeenten
Het kanton Saumur-Nord omvatte de volgende gemeenten:
- Les Rosiers-sur-Loire
- Saint-Clément-des-Levées
- Saint-Martin-de-la-Place
- Saumur (deels, hoofdplaats)